# Racebaan
Een racebaan is een stuk speelgoed dat bestaat uit een autobaan, en een of meer auto's die over de baan kunnen rijden. De auto's kunnen mechanisch worden aangedreven met een opwindmechanisme, Een andere mogelijkheid is dat de auto elektrisch wordt aangedreven met een besturingsconsole, die de snelheid van de auto regelt.

## Mechanisch
Veel mechanische racebanen bestaan uit een schans waarvandaan gestart wordt, gevolgd door een looping en soms een kuipbocht. De auto volgt de baan doordat de zijkanten hoger zijn, zodat de auto niet van de baan vliegt.

## Elektrisch
De baan bij een elektrische racebaan is altijd een gesloten parcours, het liefst met een viaduct en eventueel een looping en een chicane. Bij de start en finish kan een mechanische rondenteller staan, zodat wedstrijden over meerdere rondes gereden kunnen worden.
De baan heeft twee sporen, waar de auto's hun elektriciteit van krijgen, en waar de auto's de baan mee volgen. De auto's kunnen echter uit de bocht vliegen, waardoor het racen meer is dan alleen zo hard mogelijk rijden. 